# Крик (фильм, 1991)
«Крик» — американский кинофильм 1991 года с Джоном Траволтой в главной роли.

## Сюжет
Действие фильма происходит в 1950-х годах.
Трудный подросток Джесси Такер оказывается в доме для беглых подростков и сирот. Он постоянно вступает в конфликт с преподавателем Юджином Бенедиктом, который стоит за тяжёлый труд и гимнастику.
Учитель музыки Джек Кэйб знакомит учеников с запретным рок-н-роллом. Вне школы он проводит время с бывшей девушкой шерифа, владелицей танцевального клуба, Молли.

## В ролях
| Актёр                    | Роль                  |
| ------------------------ | --------------------- |
| Джон Траволта            | Джек Кэйб             |
| Джейми Уолтерс           | Джесси Такер          |
| Хизер Грэм               | Сара Бенедикт         |
| Ричард Джордан           | Юджин Бенедикт        |
| Линда Фиорентино         | Молли                 |
| Скотт Коффи              | Брэдли                |
| Гленн Куинн              | Алан                  |
| Фрэнк фон Зернек младший | Тоби                  |
| Майкл Бэколл             | «Биг Бой»             |
| Сэм Хеннигс              | Тревис Паркер         |
| Гвинет Пэлтроу           | Ребекка               |
| Кристина Симонд          | Рейчел                |
| Чарльз Тейлор            | заместитель директора |
| Паула Беллами-Франклин   | повар                 |
| Джерри Туллос            | Bandstand M.C.        |